# Angelė Rupšienė
Angelė Rupšienė, (geboren als Angelė Jankūnaitė, in der Sowjetunion auch russisch Ангеле Стасиовна Рупшене (Янкунайте), Angele Stassiowna Rupschene (Jankunaite); * 27. Juni 1952 in Vilnius) ist eine ehemalige sowjetische Basketballspielerin.
Die 1,68 m große Spielerin von Žalgiris Vilnius gewann mit der Damen-Basketballnationalmannschaft der UdSSR 1971 den Weltmeistertitel und 1972 den Europameistertitel. Nach ihrer Heirat gewann Angelė Rupšienė 1975 ihren zweiten Weltmeistertitel. Bei der olympischen Premiere von Frauen-Basketball 1976 in Montreal gewann sie mit ihrem Team die Goldmedaille. 1976 und 1978 folgten zwei weitere Goldmedaillen bei Europameisterschaften. Ihr letzter großer internationaler Erfolg war der Gewinn ihrer zweiten olympischen Goldmedaille 1980 in Moskau.